# Castellana (Tet)
La Castellana és un riu de la comarca del Conflent, a la Catalunya del Nord, que neix en el terme de Mosset, travessa tot aquest terme de ponent a llevant, i discorre posteriorment pels de Campome, Molig i Catllà. S'aboca en la Tet dins d'aquest darrer terme, al límit amb Prada, just a llevant del Mas Riquer, de Catllà.

## Terme de Mosset
La Castellana es forma a l'extrem sud-oest del terme de Mosset, en el vessant sud-est del Pic del Bernat Salvatge i al nord del Madres, a tocar dels termes comunals catalans de Censà i Noedes, i del límit entre els Països Catalans i Occitània, ran de les comunes occitanes del Bosquet i Conòsol, del districte de Limós i del cantó de Quilhan, totes dues del parçan (comarca) del País de Saut llenguadocià.
Des d'aquest lloc comença a davallar cap a l'est, amb una lleugera inflexió cap al nord-est, mentre travessa la zona més muntanyosa, i feréstega, del terme de Mosset. Aquesta vall alta de la Castellana s'acaba quan el riu arriba al seu punt més septentrional, que coincideix amb el lloc on arriba a tocar la carretera D - 14, que baixa des de ponent del Coll de Jau en direcció a Mosset. Alhora, és en aquest tram que la Castellana rep per l'esquerra el seu primer afluent important, el Còrrec de les Voltes, que prové del Coll de Jau (els anteriors són tots torrents muntanyencs de curt recorregut i forta inclinació).
Continua la Castellana el seu curs cap a l'est, ara decantant-se lleument cap al sud-est, sempre amb la carretera esmentada a l'esquerra, tot i que a una mica més d'alçària. Cada cop, però, la carretera es va aproximant més al fons de la vall, mentre que tant la carretera com el riu es van tornant gradualment de traçat més recte: el retomb més important que experimenten és ran de la Torre de Mascarda. Tot seguit passa pel nord del Cortal d'en Panxa i ran de la Farga de Baix, i tot seguit arriba al costat meridional del poble de Mosset, al qual fa la vota des de l'oest fins al sud-est: el poble queda a l'interior de l'ample meandre de la Castellana.
Cada cop més inclinat cap al sud-est, el riu deixa enrere Mosset per adreçar-se al lloc de Corbiac, que deixa a l'esquerra, després passa entre Jonqueres, a l'esquerra, i Breses, a la dreta, fins que arriba a un meandre doble, on hi ha la població de Campome. Just en arribar al cementiri d'aquest poble, que queda a la dreta del riu, la Castellana surt de Mosset i entra en el terme de Campome. El cementiri de Campome és encara en terme de Mosset, just al límit de les dues comunes, així com la Farga de Campome, a l'esquerra del curs d'aigua.

## Terme de Campome
La Castellana marca el doble meandre, deixant a la dreta el poble de Campome, poc després a l'esquerra el Molí, i després de travessar la zona del Regatiu i de la Creueta, sempre amb la carretera D - 14 a prop a l'esquerra, arriba al límit del terme d'aquest poble amb el de Molig, a prop a ponent dels Banys de Molig, on la Castellana comença el seu paper d'element divisori de les dues comunes.

## Termes de Campome i Molig

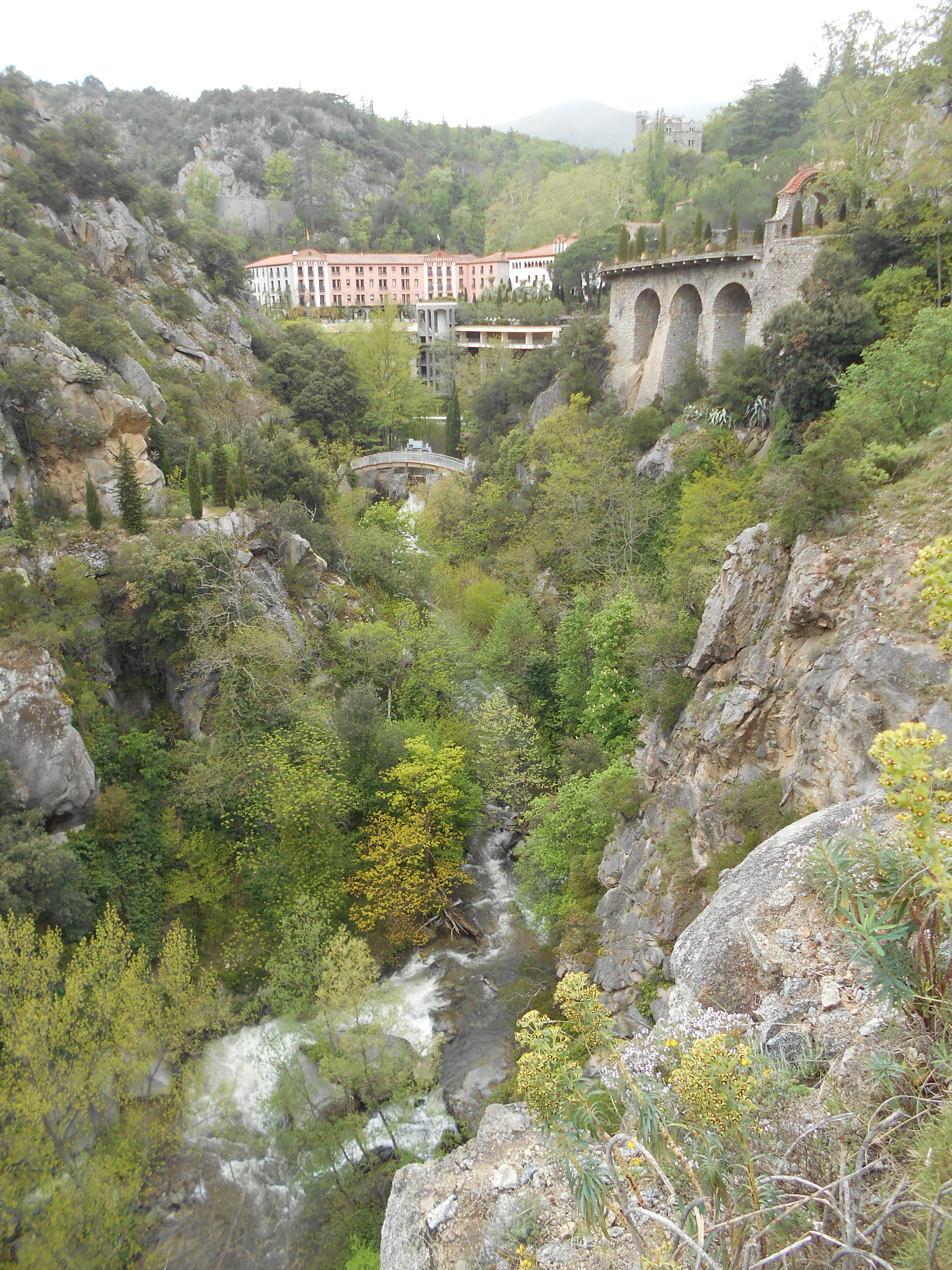
La Castellana, entre Campome i Molig. Al fons, els Banys de Molig

Durant un tram força llarg, la Castellana discorre entre els dos termes esmentats, des de ponent dels Banys d'Arles, fins al triterme entre Campome, Molig i Catllà. És un traçat molt sinuós, amb meandres continus. En el primer, just al sud dels Banys d'Arles, la Castellana deixa a la dreta, dins del terme de Campome, les restes del Castell de Paracolls. En aquest tram, la Castellana rep bàsicament tres cursos d'aigua per l'esquerra, procedents de Molig: just al començament, arribant pel costat de ponent dels Banys de Molig, el Còrrec de les Banyeres, que hi aporta els còrrecs de Xixat, dels Polls de l'Anton, de les Closes i de la Devesa; pel centre de la comuna de Molig, a llevant de l'anterior, discorre el Còrrec de Romader, de llarg recorregut, que recull les aigües dels còrrecs de Perafita, d'en Batlló i de Llustria. Aquest darrer, que és el nom del de Romader aigües amunt, recull els còrrecs del Vern, de Cal Cenres, de l'Anton i de les Moixeres. Així mateix, el del Vern, el central de la part septentrional del terme, recull els de la Font de la Mesura, de les Iules, o del Soll, de Roca Manyó i de la Roca.
A l'extrem oriental del terme, aflueix en la Tet el Còrrec de Terres Blanques, amb el de la Boga a la part superior. Més al nord-est, hi ha dos còrrecs que neixen dins del terme de Molig, però acaben el seu curs en el de Catllà: el Còrrec de les Basses i el de Mira Conflent. En el punt de sortida de la Castellana del terme de Molig hi ha el Salt Gros.

## Terme de Catllà

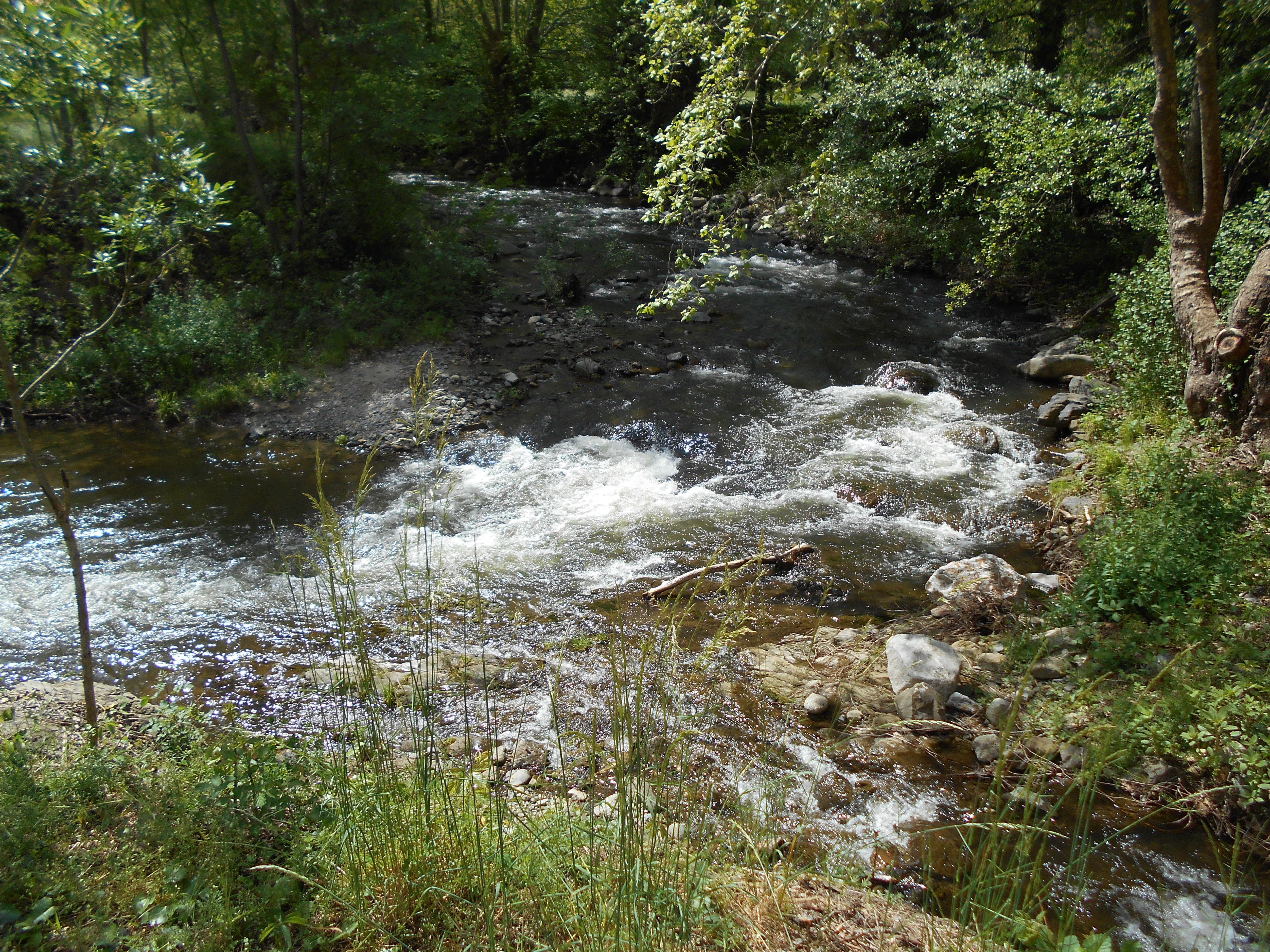
La Castellana, a Catllà, poc abans d'abocar-se en la Tet

Quan deixa de fer de límit entre Campome i Molig, la Castellana entra de ple dins del terme de Catllà, fa un ample meandre des de l'oest a l'est, passant pel sud, a l'entorn d'aquest poble, i s'adreça a abocar-se en la Tet just a llevant de l'església de Santa Maria de Riquer, al nord-est de la urbanització de Mas Riquer i a ponent del lloc on hi ha la depuradora de Prada.